# Kjetil Borch
Kjetil Borch (Tønsberg, 14 de fevereiro de 1990) é um remador norueguês, medalhista olímpico.

## Carreira
Começou a remar aos treze anos, devido ao convite de um amigo para se juntar a um clube local. Naquela época, Kjetil tinha uma agenda cheia, dividindo seu tempo com outros dois esportes: handebol e kickboxing. Mas isso não o impediu e arrumou tempo para os barcos e remos, largando das outras duas atividades para focar completamente no remo, no qual havia avançado rapidamente. 
Aos 16 anos, Olaf Tufte, aquele que viria a ser seu companheiro anos depois na medalha olímpica, disse ao jovem remador que caso ele se dedicasse cem porcento aos treinos, ele poderia se tornar um remador de alto nível. Depois disso, Borch não perdeu uma única sessão de treino.

### Jogos Olímpicos
Borch competiu nos Jogos Olímpicos de 2012 e 2016, conquistando a medalha de bronze, no Rio de Janeiro, com Tufte na prova do skiff duplo. Quatro anos antes ficou em sétimo lugar geral na mesma prova, competindo com Nils Jakob Hoff, em Londres.